# Campeonato de España de Ciclismo en Ruta 1931
El XXXI Campeonato de España de Ciclismo en Ruta se disputó en Madrid el 23 de octubre de 1931. La prueba se disputó en formato contrarreloj sobre una distancia de 150 kilómetros.
El ganador de la prueba fue el corredor Mariano Cañardo, que se impuso en el tramo final de la prueba. Antonio Escuriet y José Nicolau completaron el podio. Este es el segundo título de Cañardo de los cuatro que acabaría ganando. 

## Clasificación final
| Pos. | Ciclista          | Equipo | Tiempo    |
| ---- | ----------------- | ------ | --------- |
| 1.   | Mariano Cañardo   | -      | 5h 01'33" |
| 2.   | Antonio Escuriet  | -      | a 6'59"   |
| 3.   | José Nicolau      | -      | a 10'14"  |
| 4.   | Luciano Montero   | -      | a 11'15"  |
| 5.   | Eusebio Bastida   | -      | a 13'43"  |
| 6.   | Francisco Cepeda  | -      | a 16'20"  |
| -    | Francisco Llana   | -      | s.c.      |
| -    | Saturnino Alonso  | -      | s.c.      |
| -    | Vicente Carretero | -      | s.c.      |
| -    | Federico Ezquerra | -      | s.c.      |
| -    | José García       | -      | s.c.      |